# Itaúna do Sul
Itaúna do Sul is een gemeente in de Braziliaanse deelstaat Paraná. De gemeente telt 3.621 inwoners (schatting 2009).